# Tunele pod Świerkową Kopą
Tunele w Świerkach Dolnych – dwa równoległe, proste, stopowe, jednotorowe tunele kolejowe w Świerkach Dolnych w województwie dolnośląskim, wydrążone pod górą Świerkowa Kopa (609 m n.p.m.) na Wzgórzach Wyrębińskich między miejscowościami Bartnica i Świerki na trasie kolejowej z Kłodzka do Wałbrzycha.

## Opis
Wlot tuneli położony jest na wysokości 549 m n.p.m., a wylot na poziomie 530 m n.p.m. Spadek tuneli w kierunku południowo-wschodnim wynosi 16,3 promila. Maksymalna głębokość tuneli od powierzchni wynosi 79 m. Tunele wykonano w obudowie murowej z kamienia, a częściowo z cegły klinkierowej. Kształt tuneli eliptyczny, długość pierwszego tunelu 1171 m, długość drugiego tunelu 1168 m, szerokość około 4,8 m, wysokość około 5,8 m. W celu odprowadzania spalin do komina wentylacyjnego pomiędzy równoległymi tunelami wykonano trzy przecinki łączące, które jednocześnie stanowią wnęki awaryjne. Portale wlotów do tunelu wykończono w obudowie kamiennej z klińców.
Tunele pod Świerkową Kopą to jedne z dłuższych tuneli w Sudetach.

## Historia
Pierwszy tunel wydrążono w latach 1876-1879. Drugi równoległy wydrążono w latach 1909-1911.
Decydujący wpływ na budowę tunelu miała wojna francusko-pruska, która pokazała jak ważną rolę odgrywała wówczas kolej. Po zakończeniu działań wojennych wrócono do pierwotnych koncepcji budowy linii kolejowej Wałbrzych-Kłodzko, jednego z odcinków Śląskiej Kolei Górskiej. Jedną z wielu przeszkód była Świerkowa Kopa (609 m n.p.m.) zamykająca wlot do Doliny Włodzicy. W celu jej przekroczenia zdecydowano wydrążyć jednotorowy tunel o długości 1171 m. w obudowie murowej. Pierwsze prace rozpoczęto latem 1876 roku i trwały do 1879 roku. Pierwszy pociąg przejechał tunelem dopiero 15 października 1880 roku po zakończeniu wszystkich prac na jednotorowej trasie. Pod koniec XIX wieku postanowiono wybudować drugi równoległy tor. W 1909 przystąpiono do budowy drugiego równoległego tunelu o podobnych parametrach. Tunel został oddany do ruchu w 1912 roku.
W lutym 1945 roku jadący w kierunku Wałbrzycha pociąg medyczny z rannymi oraz personelem medycznym uległ awarii w tunelu pod Świerkową Kopą. Ze względu na duży spad torowiska, skład z niesamowitym pędem cofał się w kierunku Kłodzka. Na stacji Ludwikowice Kłodzkie został skierowany na wznoszący się pod górę boczny tor. Spodziewano się, że jadąc pod górę, pociąg wyhamuje. Jednak kozioł oporowy nie wytrzymał uderzenia i skład z ludźmi na wysokości osiedla Orkany runął w dół, zapalając się. Oficjalnych danych na temat tego wypadku nie podano, prawdopodobnie było wielu zabitych.